# Little Falls (New York)
Pour les articles homonymes, voir Little Falls.
Ne doit pas être confondu avec Little Falls (town, New York).
Little Falls est une ville située dans le comté de Herkimer, dans l’État de New York, aux États-Unis.